# Copa Mundial de Rugby de 2035
La Copa Mundial de Rugby de 2035 será la decimotercera edición de la Copa del Mundo de Rugby, torneo internacional de rugby que se celebra cada cuatro años.

## Candidatos
Hasta abril de 2025 cinco países y dos candidaturas de varios países han expresado la intención de ser sede del evento mundialista.

### Argentina
Argentina se ha encontrado en la mira para organizar el mundial, sería la primera vez que se disputaría el campeonato en Sudamérica.

### Inglaterra
Inglaterra, sede de los mundiales de 1991, 1999 y 2015, confirmó la intención de ser sede de la cita mundialista en abril de 2023.

### Italia
En abril de 2023 la Federazione Italiana Rugby anunció que postularía para ser sede del mundial de 2035.

### Japón
En abril de 2023 se confirmó que Japón estaba interesado en realizar la edición 2035 sumado al mundial femenino de 2037, anteriormente Japón fue sede de la edición 2019 de la cita planetaria.

### Sudáfrica
Sudáfrica, sede del mundial de 1995, expresó la intención de ser sede de la copa mundial.

### Candidatura conjunta: España, Italia y Portugal
España, Portugal e Italia estarían evaluando la posibilidad de realizar una candidatura conjunta para la realización del principal evento rugbistico.

### Candidatura conjunta; Arabia Saudita, Catar y Emiratos Árabes Unidos
El presidente de Asia Rugby, Qais Al-Dhalai confirmó que se está preparando una oferta para la realización de la competición en Asia, la candidatura estaría compuesta por tres países que serian Catar, Emiratos Arabes Unidos y Arabia Saudita.